# Rallye de Catalogne 2014
Le 50e rallye de Catalogne 2014, disputé du 23 au 26 octobre 2014 en Espagne, est la 12e manche de la saison 2014 du championnat du monde des rallyes (WRC).

## Déroulement
Après une manche française qui a vu J.M. Latvala revenir dans la course au titre, S. Ogier doit tout faire s'il veut être sacré champion dès ce rallye.
Les premières spéciales voient la tête de course se remanier tour à tour pour finalement voir Ogier s'installer en leader dès la 4e et y rester jusqu'à la fin. Le premier jour se termine avec Latvala à plus de 30 secondes derrière son coéquipier. La suite du rallye se déroule avec une majorité de scratch obtenu par Latvala mais qui ne peut jamais reprendre l'avantage sur Ogier. Le rallye se termine par une power stage remportée par Latvala devant K. Meeke et A. Mikkelsen, et une nouvelle victoire de Sébastien Ogier qui lui permet d'obtenir son deuxième sacre mondial.

## Résultats

### Classement final
| Rang              | Pilote             | Copilote             | Numéro            | Voiture               | Écurie                                   | Temps             | Écart             | Points            |
| Toutes catégories | Toutes catégories  | Toutes catégories    | Toutes catégories | Toutes catégories     | Toutes catégories                        | Toutes catégories | Toutes catégories | Toutes catégories |
| ----------------- | ------------------ | -------------------- | ----------------- | --------------------- | ---------------------------------------- | ----------------- | ----------------- | ----------------- |
| 1.                | Sébastien Ogier    | Julien Ingrassia     | 1                 | Volkswagen Polo R WRC | Volkswagen Motorsport                    | 3 h 46 min 44 s 6 | --                | 25                |
| 2.                | Jari-Matti Latvala | Miikka Anttila       | 2                 | Volkswagen Polo R WRC | Volkswagen Motorsport                    | 3 h 46 min 55 s 9 | +11 s 3           | 213               |
| 3.                | Mikko Hirvonen     | Jarmo Lehtinen       | 5                 | Ford Fiesta RS WRC    | M-Sport WRT                              | 3 h 48 min 26 s 8 | +1 min 42 s 2     | 15                |
| 4.                | Mads Østberg       | Jonas Andersson      | 4                 | Citroën DS3 WRC       | Citroën Total Abu Dhabi World Rally Team | 3 h 48 min 57 s 9 | +2 min 13 s 3     | 12                |
| 5.                | Dani Sordo         | Marc Martí           | 8                 | Hyundai i20 WRC       | Hyundai World Rally Team                 | 3 h 49 min 06 s 8 | +2 min 22 s 2     | 10                |
| 6.                | Thierry Neuville   | Nicolas Gilsoul      | 7                 | Hyundai i20 WRC       | Hyundai World Rally Team                 | 3 h 50 min 45 s 6 | +4 min 01 s 0     | 8                 |
| 7.                | Andreas Mikkelsen  | Ola Fløene           | 9                 | Volkswagen Polo R WRC | Volkswagen Motorsport                    | 3 h 50 min 47 s 5 | +4 min 02 s 9     | 71                |
| 8.                | Martin Prokop      | Jan Tománek          | 21                | Ford Fiesta RS WRC    | Jipocar Czech National Team              | 3 h 54 min 51 s 4 | +8 min 06 s 8     | 4                 |
| 9.                | Hayden Paddon      | John Kennard         | 20                | Hyundai i20 WRC       | Hyundai World Rally Team                 | 3 h 55 min 57 s 0 | +9 min 12 s 4     | 2                 |
| 10.               | Nasser Al-Attiyah  | Giovanni Bernacchini | 40                | Ford Fiesta RRC       | Nasser Al-Attiyah                        | 3 h 59 min 24 s 4 | +12 min 39 s 8    | 1                 |

3, 2, 1 : y compris les 3, 2 et 1 points attribués aux trois premiers de la spéciale télévisée (power stage).

### Spéciales chronométrées
| Jour  | Spéciale | Heure   | Nom           | Distance | Vainqueur          | Temps         | Leader            |
| ----- | -------- | ------- | ------------- | -------- | ------------------ | ------------- | ----------------- |
| 23/10 | ES1      | 18 h 08 | Barcelona     | 3,20 km  | Andreas Mikkelsen  | 3 min 39 s 1  | Andreas Mikkelsen |
| 24/10 | ES2      | 08 h 33 | Gandesa 1     | 7,00 km  | Kris Meeke         | 4 min 26 s 3  | Andreas Mikkelsen |
| 24/10 | ES3      | 08 h 58 | Pesells 1     | 26,59 km | Hayden Paddon      | 15 min 26 s 6 | Thierry Neuville  |
| 24/10 | ES4      | 10 h 01 | Terra Alta 1  | 35,68 km | Sébastien Ogier    | 23 min 26 s 1 | Sébastien Ogier   |
| 24/10 | ES5      | 13 h 54 | Gandesa 2     | 7,00 km  | Sébastien Ogier    | 4 min 23 s 0  | Sébastien Ogier   |
| 24/10 | ES6      | 14 h 19 | Pesells 2     | 26,59 km | Thierry Neuville   | 14 min 43 s 3 | Sébastien Ogier   |
| 24/10 | ES7      | 15 h 22 | Terra Alta 2  | 35,68 km | Sébastien Ogier    | 22 min 46 s 1 | Sébastien Ogier   |
| 25/10 | ES8      | 09 h 08 | Tivissa       | 3,96 km  | Jari-Matti Latvala | 2 min 25 s 6  | Sébastien Ogier   |
| 25/10 | ES9      | 09 h 51 | Escaladei 1   | 50,00 km | Jari-Matti Latvala | 29 min 14 s 4 | Sébastien Ogier   |
| 25/10 | ES10     | 11 h 14 | Colldejou 1   | 26,48 km | Jari-Matti Latvala | 15 min 41 s 6 | Sébastien Ogier   |
| 25/10 | ES11     | 14 h 16 | Escaladei 2   | 50,00 km | Sébastien Ogier    | 29 min 17 s 9 | Sébastien Ogier   |
| 25/10 | ES12     | 15 h 39 | Colldejou 2   | 26,48 km | Jari-Matti Latvala | 15 min 40 s 6 | Sébastien Ogier   |
| 25/10 | ES13     | 17 h 07 | Salou         | 2,24 km  | Andreas Mikkelsen  | 2 min 36 s 4  | Sébastien Ogier   |
| 26/10 | ES14     | 07 h 30 | La Mussara 1  | 20,48 km | Jari-Matti Latvala | 11 min 08 s 3 | Sébastien Ogier   |
| 26/10 | ES15     | 08 h 20 | Ruidecanyes 1 | 15,55 km | Jari-Matti Latvala | 10 min 00 s 1 | Sébastien Ogier   |
| 26/10 | ES16     | 10 h 45 | La Mussara 2  | 20,48 km | Jari-Matti Latvala | 11 min 05 s 6 | Sébastien Ogier   |
| 26/10 | ES17*    | 12 h 08 | Ruidecanyes 2 | 15,55 km | Jari-Matti Latvala | 10 min 00 s 1 | Sébastien Ogier   |

## Classements au championnat après l'épreuve

### Classement des pilotes
Selon le système de points en vigueur, les 10 premiers équipages remportent des points, 25 points pour le premier, puis 18, 15, 12, 10, 8, 6, 4, 2 et 1.
| Rang | Pilote              | Rallyes | Rallyes | Rallyes | Rallyes | Rallyes | Rallyes | Rallyes | Rallyes | Rallyes | Rallyes | Rallyes | Rallyes | Rallyes | Total points |
| Rang | Pilote              | MON     | SUE     | MEX     | POR     | ARG     | ITA     | POL     | FIN     | GER     | AUS     | FRA     | ESP     | GBR     | Total points |
| ---- | ------------------- | ------- | ------- | ------- | ------- | ------- | ------- | ------- | ------- | ------- | ------- | ------- | ------- | ------- | ------------ |
| 1er  | Sébastien Ogier     | 272     | 8       | 283     | 283     | 213     | 261     | 283     | 213     | Ab      | 272     | 3       | 25      | -       | 242          |
| 2e   | Jari-Matti Latvala  | 133     | 272     | 202     | 2       | 261     | 172     | 111     | 272     | Ab      | 213     | 261     | 213     | -       | 211          |
| 3e   | Andreas Mikkelsen   | 6       | 18      | 0       | 12      | 12      | 153     | 202     | 12      | 15      | 15      | 18      | 71      | -       | 150          |
| 4e   | Mikko Hirvonen      | Ab      | 131     | 51      | 18      | 42      | Ab      | 12      | 10      | 111     | 10      | 10      | 15      | -       | 108          |
| 5e   | Mads Østberg        | 12      | 183     | 2       | 161     | Ab      | 18      | Ab      | Ab      | 8       | 0       | 6       | 12      | -       | 92           |
| 6e   | Thierry Neuville    | Ab      | 0       | 15      | 6       | 10      | 0       | 15      | Ab      | 272     | 6       | 4       | 8       | -       | 91           |
| 7e   | Kris Meeke          | 161     | 1       | Ab      | Ab      | 15      | 0       | 6       | 161     | Ab      | 131     | 15      | 2       | -       | 84           |
| 8e   | Elfyn Evans         | 8       | Ab      | 12      | 0       | 6       | 10      | 0       | 6       | 153     | 4       | 102     | 0       | -       | 71           |
| 9e   | Martin Prokop       | Ab      | Ab      | 10      | 8       | 4       | 8       | 1       | Ab      | 6       | -       | 1       | 4       | -       | 42           |
| 10e  | Dani Sordo          | Ab      | -       | -       | Ab      | Ab      | -       | -       | -       | 18      | -       | 12      | 10      | -       | 40           |
| 11e  | Henning Solberg     | -       | 6       | -       | 10      | -       | 6       | 2       | 2       | -       | -       | -       | -       | -       | 26           |
| 12e  | Juho Hänninen       | -       | -       | -       | 4       | -       | Ab      | 8       | 8       | -       | -       | -       | -       | -       | 20           |
| 13e  | Bryan Bouffier      | 18      | -       | -       | -       | -       | -       | 0       | -       | Ab      | -       | 2       | -       | -       | 20           |
| 14e  | Hayden Paddon       | -       | -       | -       | -       | -       | 0       | 4       | 4       | -       | 8       | -       | 2       | -       | 18           |
| 15e  | Robert Kubica       | Ab      | 0       | Ab      | Ab      | 8       | 4       | 0       | 0       | Ab      | 2       | Ab      | 0       | -       | 14           |
| 16e  | Ott Tänak           | -       | 10      | 0       | Ab      | 0       | 0       | 0       | 0       | 1       | Ab      | -       | -       | -       | 11           |
| 17e  | Beníto Guerra       | -       | -       | 8       | -       | -       | -       | -       | -       | -       | -       | -       | 0       | -       | 8            |
| 18e  | Chris Atkinson      | -       | -       | 6       | -       | -       | -       | -       | -       | -       | 1       | -       | -       | -       | 7            |
| 19e  | Pontus Tidemand     | -       | 4       | -       | 0       | -       | -       | -       | -       | 2       | -       | 0       | -       | -       | 6            |
| 20e  | Jaroslav Melicharek | 4       | -       | -       | -       | -       | 0       | -       | -       | 0       | -       | -       | -       | -       | 4            |
| 21e  | Dennis Kuipers (en) | -       | -       | -       | -       | -       | -       | -       | -       | 4       | -       | 0       | -       | -       | 4            |
| 22e  | Nasser Al-Attiyah   | -       | -       | -       | 2       | 1       | Ab      | -       | -       | 0       | 0       | -       | 1       | -       | 4            |
| 23e  | Lorenzo Bertelli    | 0       | 0       | 0       | 0       | 0       | 2       | -       | Ab      | 0       | 0       | -       | Ab      | -       | 2            |
| 24e  | Matteo Gamba        | 2       | -       | -       | -       | -       | -       | -       | -       | -       | -       | Ab      | -       | -       | 2            |
| 25e  | Craig Breen         | -       | 2       | -       | -       | -       | -       | -       | Ab      | -       | -       | -       | -       | -       | 2            |
| 26e  | Yuriy Protasov      | 1       | 0       | 1       | 0       | Ab      | 0       | -       | 0       | 0       | 0       | 0       | 0       | -       | 2            |
| 27e  | Jari Ketomaa        | -       | 0       | -       | 1       | 0       | -       | 0       | 0       | -       | 0       | -       | -       | -       | 1            |
| 28e  | Karl Kruuda         | -       | 0       | -       | 0       | -       | 0       | Ab      | 1       | -       | -       | -       | 0       | -       | 1            |
| 29e  | Khalid Al Qassimi   | -       | -       | -       | -       | -       | 1       | -       | -       | -       | -       | -       | 0       | -       | 1            |

| Couleur | Résultat                                                         |
| ------- | ---------------------------------------------------------------- |
| Or      | Vainqueur                                                        |
| Argent  | 2e place                                                         |
| Bronze  | 3e place                                                         |
| Vert    | Classé, dans les points                                          |
| Bleu    | Classé, hors des points Non classé (Nc.)                         |
| Mauve   | Abandon (Ab.) Retrait (Re.)                                      |
| Noir    | Disqualifié (Dq.)                                                |
| Blanc   | N'a pas pris le départ (Np.) Forfait (Forf.) Épreuve annulée (A) |
| Aucune  | N'a pas participé (-)                                            |

3, 2, 1 : y compris les 3, 2 et 1 points attribués aux trois premiers de la spéciale télévisée (power stage).

### Classement des constructeurs
| Rang | Équipe                                   | Rallyes | Rallyes | Rallyes | Rallyes | Rallyes | Rallyes | Rallyes | Rallyes | Rallyes | Rallyes | Rallyes | Rallyes | Rallyes | Total points |
| Rang | Équipe                                   | MON     | SUE     | MEX     | POR     | ARG     | ITA     | POL     | FIN     | GER     | AUS     | FRA     | ESP     | GBR     | Total points |
| ---- | ---------------------------------------- | ------- | ------- | ------- | ------- | ------- | ------- | ------- | ------- | ------- | ------- | ------- | ------- | ------- | ------------ |
| 1er  | Volkswagen Motorsport                    | 37      | 35      | 43      | 29      | 43      | 40      | 35      | 43      | 0       | 43      | 25      | 43      | -       | 416          |
| 2e   | Citroën Total Abu Dhabi World Rally Team | 33      | 23      | 4       | 15      | 15      | 19      | 6       | 15      | 8       | 16      | 21      | 12      | -       | 187          |
| 3e   | M-Sport World Rally Team                 | 8       | 14      | 18      | 20      | 8       | 10      | 12      | 16      | 22      | 18      | 18      | 16      | -       | 180          |
| 4e   | Hyundai Shell World Rally Team           | 0       | 8       | 23      | 14      | 10      | 2       | 23      | 8       | 43      | 10      | 16      | 18      | -       | 175          |
| 5e   | Volkswagen Motorsport II                 | 10      | 16      | 2       | 12      | 12      | 12      | 18      | 12      | 15      | 0       | 18      | 6       | -       | 133          |
| 6e   | Jipocar Czech National Team              | 0       | 0       | 10      | 10      | 4       | 8       | 2       | 0       | 6       | 0       | 1       | 4       | -       | 45           |
| 7e   | Hyundai MotorSport N                     | -       | -       | -       | 0       | -       | 4       | 4       | 4       | 0       | 10      | 2       | 2       | -       | 26           |
| 8e   | RK M-Sport World Rally Team              | 0       | 4       | 0       | 0       | 8       | 6       | 1       | 2       | 0       | 4       | 0       | 0       | -       | 25           |